# Trận An Lộc
Trận An Lộc là trận chiến tại An Lộc. Đây là một trận chiến mà phía Việt Nam Cộng hòa xem là đợt 2 trong Chiến dịch Hè 1972 hay "Mùa Hè Đỏ Lửa" trong Chiến tranh Việt Nam . Về phía Quân Giải phóng miền Nam Việt Nam, thì đây là một trận đánh hiệp đồng binh chủng trong đợt 1 của Chiến dịch Nguyễn Huệ (1 tháng 4 năm 1972 - 19 tháng 1 năm 1973).
An Lộc là địa bàn quân sự chiến lược tối quan trọng đối với Quân lực Việt Nam Cộng hòa vì đây là cửa ngõ Tây Bắc ngăn Quân Giải phóng miền Nam Việt Nam tiến về thủ đô Sài Gòn sau khi quận lỵ Lộc Ninh rơi vào tay họ ngày 7 tháng 4 năm 1972.
Phía Quân Giải phóng miền Nam Việt Nam tấn công trực tiếp thị trấn An Lộc gồm có Sư đoàn 9, 2 trung đoàn pháo binh 28 và 42, 4 tiểu đoàn pháo phòng không và tiểu đoàn tăng thiết giáp 20, về sau tăng cường thêm tiểu đoàn tăng thiết giáp 21. Tham chiến ở vòng ngoài là Sư đoàn 5, 7 và Đoàn C30B.
Phòng thủ thị trấn An Lộc, phía Quân lực Việt Nam Cộng hòa có Sư đoàn 5 Bộ binh, Liên đoàn 3 Biệt động quân cùng lực lượng Dân vệ và Địa phương quân tỉnh Bình Long. Trong quá trình diễn ra trận đánh, Không lực Hoa Kỳ dùng trực thăng chở thêm hàng ngàn quân Việt Nam Cộng hòa vào An Lộc, đồng thời huy động gần 20.000 quân tìm cách giải vây bằng cách đánh theo Đường 13. Ngoài ra, Không lực Hoa Kỳ yểm trợ bằng gần 1.000 phi cơ và trực thăng các loại, từ ném bom, vận tải tới chuyển thương.

## Bối cảnh trước trận đánh
Tháng 8 năm 1971, Bộ Chính trị Đảng lao động Việt Nam ra Nghị quyết mở cuộc tiến công chiến lược 1972 trên các hướng Đông Nam Bộ, Tây Nguyên và Trị Thiên (chiến dịch Trị Thiên), trong đó Đông Nam Bộ là hướng tiến công chính nhằm tiêu diệt 1 lực lượng quân sự lớn và mở rộng vùng chiếm được. Chủ trương ở Đông Nam Bộ là đánh gục Quân đoàn III và lực lượng tổng trù bị của Việt Nam Cộng hòa.
Cuối tháng 2, khi quá trình chuẩn bị đã hoàn tất, Bộ Tư lệnh Miền quyết định mở chiến dịch Nguyễn Huệ với lực lượng hùng hậu tương đương cấp Quân đoàn.
Trước lúc diễn ra trận đánh, Quốc lộ 13 đã bị Quân Giải phóng miền Nam Việt Nam kiểm soát. Lúc này An Lộc bị cô lập, quân lực VNCH muốn chi viện chỉ còn cách dụng đường không. Ngày 05/04/1972, Quân Giải phóng mở chiến dịch Nguyễn Huệ. Ngày 07/04 Quân Giải phóng đã làm chủ hoàn toàn quận Lộc Ninh, thọc sâu đánh sang quận Chơn Thành và bao vây chặt thị trấn An Lộc.

#### Lực lượng Quân Giải phóng
- Trần Văn Trà-Tư lệnh kiêm Bí thư Đảng uỷ
- Đồng Văn Cống-Phó Tư lệnh
- Trần Văn Phác-Phó Chính uỷ
- Lê Ngọc Hiền-Tham mưu trưởng
- Bùi Phùng-Chủ nhiệm hậu cần

Thường trực tại Bộ chỉ huy còn có:Hoàng Văn Thái, Phạm Hùng, Trần Độ và Hoàng Cầm.

Trực tiếp chỉ huy các đơn vị chiến đấu tại trận An Lộc có sư đoàn trưởng sư đoàn 9 Nguyễn Thới Bưng và sư đoàn trưởng sư đoàn 5 Bùi Thanh Vân. Trận đánh An Lộc do toàn bộ đội hình sư đoàn 9 tấn công, một phần của chiến dịch Nguyễn Huệ.
Lực lượng Quân Giải phóng miền Nam cho chiến dịch Nguyễn Huệ được chuẩn bị kỹ lưỡng: Sư đoàn 5, 7, 9; Trung đoàn bộ binh 24, 271; Trung đoàn đặc công 429; 2 Trung đoàn 28 và 42 Pháo binh Miền; 2 tiểu đoàn Tăng thiết giáp 20 và 21 và Đại đội 33 độc lập; Đại đội 52 Cao xạ tự hành; 4 tiểu đoàn pháo phòng không. Đội hình tấn công An Lộc ban đầu trên 10.000 quân, sau tăng lên 15.000 quân (thuộc 40.000 quân của chiến dịch Nguyễn Huệ). Đóng ở phía sau bộ tư lệnh Miền, Quân Giải phóng miền Nam chỉ còn 3 trung đoàn dự bị cuối cùng: 201, 205 và 207, nhưng cuối chiến dịch chỉ điều được trung đoàn 205 tăng cường phòng thủ cho sư đoàn 7.

Để yểm trợ cho chủ lực, có 63 đơn vị bộ đội địa phương ở các tỉnh đội cùng phối hợp chiến đấu, nhưng sự tham gia của du kích lại khá hạn chế do chiến trường diễn ra chủ yếu trong khu vực đô thị. Lực lượng này đóng vai trò chủ chốt về hậu cần, trinh sát cho lực lượng chính quy, một số đơn vị địa phuơng khác tham gia di tản dân sự.
Tổng quân số của Quân Giải phóng miền Nam Việt Nam trong xung quanh An Lộc theo ước tính của Mỹ gồm 35.470 người, trong đó khoảng 15.000 trực tiếp tấn công An Lộc:
| Quân Giải phóng miền Nam Việt Nam | Quân số |
| Sư đoàn 5                         | 9.230   |
| Sư đoàn 7                         | 8.600   |
| Sư đoàn 9                         | 10.680  |
| Đơn vị pháo binh 69               | 3.830   |
| Các đơn vị khác                   | 3.130   |

Tại bộ tư lệnh chiến dịch Nguyễn Huệ, đã có nhiều ý kiến về cách đánh khác mang hiệu quả cao hơn để có thể đuổi đối phương ra khỏi An Lộc nhanh nhất có thể. Theo tướng Trần Văn Trà, ông đề xuất ý tưởng đánh thẳng vào Chơn Thành, loại An Lộc ra khỏi mục tiêu chiến đấu; mất Chơn Thành, QLVNCH ở An Lộc phải tự rút lui. Ý tưởng này bị bác bỏ vì quá mạo hiểm.

#### Binh lực Mỹ - VNCH
Phòng thủ An Lộc ban đầu có: Liên đoàn 3 biệt động quân, 3 trung đoàn bộ binh 8, 7 và 52. Tổng cộng khoảng 7.500 quân. Trong quá trình tác chiến được tăng viện thêm 25.000 quân nữa, trong đó có 1 phần được tiếp viện cho nội đô An Lộc.
Quân đội Hoa Kỳ hầu như không có quân tham chiến trên bộ mà chủ yếu sử dụng Không lực Hoa Kỳ để yểm trợ về hỏa lực. Trong chiến dịch, Hoa Kỳ đã huy động hơn 1.000 phi cơ và trực thăng các loại, thực hiện 12.115 phi vụ ném bom, 6.473 phi vụ trực thăng và 268 phi vụ B-52 rải thảm, ném hơn 40.000 tấn bom các loại.
Trước Quân Giải phóng miền Nam Việt Nam, quân Mỹ - Việt Nam Cộng hòa có nhiều lợi thế: bộ binh phòng thủ trong đô thị nên có lợi thế địa hình, và có cả ưu thế về trang thiết bị với sự yểm trợ mạnh từ Không lực Hoa Kỳ.

### Anh ngữ
- An Lộc[liên kết hỏng]
- Ghi chép của Sam McGowan Lưu trữ ngày 7 tháng 8 năm 2007 tại Wayback Machine
- Trận An Lộc trên tạp chí Time Lưu trữ ngày 28 tháng 4 năm 2013 tại archive.today
- Tranh vẽ trận An Lộc Lưu trữ ngày 1 tháng 9 năm 2007 tại Wayback Machine

### Việt ngữ
- Hình ảnh AN LỘC và QUẢN LỢI thập niên 1960 -1970
- Liên Đoàn 81 Biệt Cách Nhẩy Dù Lưu trữ ngày 16 tháng 8 năm 2007 tại Wayback Machine
- Hai Tháng Tử Thủ An Lộc Lưu trữ ngày 17 tháng 12 năm 2008 tại Wayback Machine